# Cave (empresa)
CAVE Interactive CO., LTD., también conocida como CAVE Co., Ltd. (Computer Art Visual Entertainment) es una empresa japonesa de videojuegos, conocida en occidente principalmente por sus Matamarcianos de tipo danmaku, que sigue produciendo en la actualidad. Es una de las empresas más activas en el mercado japonés de Matamarcianos de arcade.
La empresa fue formada principalmente por ex-componentes de Toaplan tras su disolución, y varios de los primeros juegos de Cave se suelen considerar como sucesores espirituales de anteriores trabajos de Toaplan, en particular Truxton y Batsugun. Actualmente, Cave produce nuevos títulos para arcade, Xbox 360 y teléfonos móviles, así como juegos en línea para PC.
También se los conoce por su Engrish, ejemplificado en la pantalla que aparece al arrancar los juegos DonPachi y Uo Poko ("Violator and subject to severe penalties and will be prosecutedt to the full extent of the jam" [sic]).

## Historia
Los arcades de Cave han usado diferentes placas a lo largo de los años. Los títulos más antiguos usaban una placa diseñada por Cave basada en una CPU Motorola 68000, mientras que posteriores lanzamientos empleaban un hardware PGM (Poly Game Master), y finalmente se basaban en una CPU Hitachi SH-3. Cave usó hardware basado en PC para DeathSmiles II pero para Akai Katana ha vuelto a su antiguo hardware basado en la CPU SH-3.
Durante la asamblea de accionistas en agosto de 2011, la compañía cambió su nombre en inglés a 'CAVE Interactive CO., LTD'. Sin embargo, el nombre de dominio extranjero www.caveinteractive.com ya se había creado el 18 de mayo de 2011.
El 31 de mayo de 2013, CAVE anunció el cierre de su división de Matamarcianos para consolas y recreativas por sus malos resultados económicos, con la intención de centrarse en los juegos sociales y para móviles.
Entre los miembros claves del equipo están Tsuneki Ikeda (director y COO) y Makoto Asada (jefe del departamento de desarrollo de juegos) que dejó la compañía en 2013.

## Filiales
- Mini4WD Networks Co., Ltd. (ミニ四駆ネットワークス株式会社?) es una joint venture de Cave y Tamiya establecida el 1 de febrero de 2006.[11][12]
- Tabot Inc. (タボット株式会社) es una compañía de desarrollo de videojuegos, música y contenido en línea.
- ORANGE AND PARTNERS CO., LTD. (株式会社オレンジ・アンド・パートナーズ): Una división de marketing. El 30 de agosto de 2006, Cave co., Ltd. anunció el establecimiento de la filial, efectivo el 5 de septiembre de 2008.[13]
- Cave Asset Management Co., Ltd. (株式会社ケイブアセットマネジメント): División de inversiones y gestión de stocks. El 30 de agosto de 2006, Cave co., Ltd. anunció el establecimiento de la filial, efectivo entre el 20 y el 30 de septiembre de 2006.[13]

### Antiguas filiales
- CAVE ONLINE ENTERTAINMENT CO., LTD. (株式会社ケイブ・オンライン・エンターテイメント): El 13 de julio de 2005, Cave Co., Ltd. anunció el establecimiento de una filial especializada en el entretenimiento en línea, con Cave y Kenichi Takano poseyendo el 90% y el 5% de las acciones respectivamente. La compañía se establecería el 15 de julio de 2005[14] con el 92.3% de las acciones en manos de Cave y el 5.1% para Kenichi Takano, que además era el director ejecutivo y presidente de la filial.[15] El 24 de julio de 2006, Cave Co., Ltd. anunció la fusión de la filial y el negocio en línea en la empresa matriz, siendo efectiva el 1 de septiembre de 2006.[16]
- Beads Mania: Vendedor de accesorios de moda. El 31 de mayo de 2005, Cave Co., Ltd. anunció el establecimiento de la división de venta de abalorios a partir del 1 de junio de 2005.[17] El 1 de julio de 2005, Cave Co., Ltd. anunció la adquisición completa de Craze Company (クレイズカンパニー株式会社) llevada a cabo el 30 de junio de 2005 con lo que esta última se convertía en subsidiaria al 100% de Cave, que así poseía la tienda en línea de Beads Mania (ビーズマニア).[18] El 6 de julio de 2005, Craze Company fou renombrada como Beads Mania (ビーズマニア株式会社).[19][20] El 7 de mayo de 2005, CAVE anunció la integración del negocio de Beads Mania, efectiva el 1 de junio de 2008.[21] El 19 de mayo de 2010, CAVE anunció la venta a Tougenkyou Inc. de la tienda de Beads Mania y la web de móviles asociada, establecida provisionalmente para el 31 de mayo de 2010, y el cierre de las tiendas de CAVE en Nihonbashi Mitsukoshi en julio de 2011.[22]

## Marketing
Desde 2006 Cave ha organizado el Cave Matsuri, un festival anual en el que se hacen diferentes anuncios relativos a los asuntos de la compañía. Además, se presentan algunos títulos en exclusiva, como Mushihimesama Cave Matsuri ver 1.5. La última edición de este festival se celebró el 5 de mayo de 2013.
La compañía está representada en el RPG Hyperdimension Neptunia Mk2 por un personaje llamado Cave.

## Lista de lanzamientos de Cave

### Distribuidos porAtlus
- DonPachi (1995) - Arcade (versiones USA, Japan, Korea y Hong Kong), luego portado a Sega Saturn y PlayStation (en Japón).
- Peak Performance (1997) - PlayStation (publicado en Japón, EE. UU. y Europa).
- DoDonPachi (1997) - Arcade (versiones World y Japan), luego portado a Sega Saturn y PlayStation (en Japón).
- ESP Ra.De. (1998) - Arcade (versiones World y Japan).
- Guwange (1999) - Arcade (Japón), con una conversión para Xbox 360 (Xbox Live).
- Shin Megami Tensei: Imagine (2007) - PC (Japón, Norteamérica en 2008 y Europa gradualmente).

### Distribuidos por IGS
- DoDonPachi II - Bee Storm (2001) - Arcade (versiones Taiwán, China y Japan).
- DoDonPachi Dai Ou Jou Tamashii (2010) - Arcade (Taiwán, China).

### Distribuidos por Jaleco
- Puzzle Uo Poko (1998) - Arcade (versiones World y Japan).

### Distributed by Nihon System
- Dangun Feveron / Fever SOS - (1998) - Arcade (versiones World y Japan).

### Distribuidos porAMI (Amusement Marketing International)
- DoDonPachi Dai Ou Jou (2002) - Arcade (versiones Japan y Asia), luego portado a PlayStation 2 por Arika (en Japón).
- DoDonPachi Dai Ou Jou Black Label (2002) - Arcade, con conversión para Xbox 360 por 5pb (en Japón).
- Ketsui - Kizuna Jigoku Tachi (2003) - Arcade, con una conversión sin bloqueo regional para Nintendo DS por Arika (Japón) (con solo modo boss-attack). También fue lanzado para Xbox 360 el 22 de abril de 2010 (Japón).[23]
- Espgaluda (2003) - Arcade (Japón), luego portado a PlayStation 2 por Arika (Japón).
- Mushihime-sama (2004) - Arcade (Japón), luego portado a PlayStation 2 por Taito Corporation (Japón).
- Ibara (2005) - Arcade (Japón), luego portado a PlayStation 2 por Taito Corporation (Japón).
- Puzzle! Mushihime-Tama (2005) - Arcade (Japón).
- Espgaluda II (2005) - Arcade (Japón), con una versión sin bloqueo regional en su edición normal (la edición limitada sí está bloqueada) para Xbox 360 publicada el 25 de febrero de 2010 (Japón).
- Ibara Black Label (2006) - Arcade (Japón).
- Pink Sweets - Ibara Sorekara (2006) - Arcade (Japón). El 24 de febrero de 2011 saldrá[actualizar] una versión para Xbox 360, junto con Muchi-Muchi Pork en un recopilatorio llamado Pink Sweets & Muchi Muchi Pork.
- Mushihime-sama Futari (2006) - Arcade (Japan), con una conversión region-free para Xbox 360 by M2 (Japón).
- Muchi-Muchi Pork (2007) - Arcade (Japón).
- DeathSmiles (2007) - Arcade (Japón), con conversión para Xbox 360 en Japón (en 2009) y en Norteamérica (en 2010).
- Mushihime-sama Futari Black Label (2007) - Arcade (Japón), convertido para Xbox 360 en forma de contenido descargable para Mushihime-sama Futari ver 1.5 (Japón).
- Do-Don-Pachi Dai-Fukkatsu (2008) - Arcade (Japón).
- Do-Don-Pachi Dai-Fukkatsu ver. 1.5 (2008) - Arcade (Japón). También conocido como Do-Don-Pachi Resurrection, se publicó una versión para Xbox 360 el 25 de noviembre de 2010.
- DeathSmiles Mega Black Label (2008) - Arcade (Japón), con un port lanzado para Xbox 360 en forma de contenido descargable para DeathSmiles (Japón), y también incluido en DeathSmiles Platinum Collection para Xbox 360 (Japón).

### Distribuidos por la propia Cave
- Loveny's Picture Book (2006) - Teléfonos móviles (Japón).
- DeathSmiles II (2009) - Arcade (Japón), con port para Xbox 360 (Japón) el 27 de mayo de 2010.
- Akai Katana (2010) - Arcade (Japón).
- Akai Katana - Limited Version (2010) - Placa de arcade destinada al mercado doméstico (Japón).
- Mushihime-sama Bug Panic (2010) - videojuego para iOS.
- Arcana Heart: Card of Glory (2010) - videojuego para móviles en Japón.
- Nin2-Jump (2011) - Xbox Live Arcade.
- Instant Brain (2011) - Xbox 360.
- Dodonpachi Saidaioujou (2012) - Arcade (Japón).
- Dodonpachi Maximum (2012) - para iOS y Windows Phone.

### Distribuidos por Annex
- Do-Don-Pachi Dai-Fukkatsu Black Label[24] (2010) - Arcade (Japón), comenzó el location testing en Akihabara el 11 de diciembre de 2009 y fue publicado el 20 de enero de 2010. El 3 de febrero de 2011 se publicó en Japón una versión para Xbox 360.

### Otras distribuidoras
- Delisoba Deluxe (1996) - videojuego publicado para Saturn, solo en Japón y distribuido por Fuji TV Network y Sega.
- Steep Slope Sliders (1997) - Arcade (Japón), distribuido por Sega con una conversión publicada para Saturn.
- Progear (2001) - Arcade (versiones USA, Japan, Asia, Europe), distribuido por Capcom.
- Mushihimesama BUG PANIC (2013) - Android, distribuido por G-Gee.
- Deathsmiles (2013) - Android, distribuido por G-Gee.

### Redes sociales y otros
- Cuenta oficial en Facebook (en japonés)
- Cuenta en Twitter de CAVE Matsuri (en japonés)
- Página oficial en YouTube de CAVE-World
- The CAVE OF SHOOTING, una página dedicada a los arcades de ATLUS y CAVE
- CAVE Database

- Datos: Q2495040